# Právní odpovědnost
Právní odpovědnost je druh obecné odpovědnosti, která znamená ručit za něco. V právní terminologii je tento pojem vymezen úžeji a právní odpovědnost lze chápat ve dvojí rovině. První je, že právní odpovědnost vzniká již v situaci, kdy jedinci vzniká určitá povinnost. Právní odpovědnost je v této situaci vztahem povinného k jeho povinnosti. Druhou rovinou chápání je situace, kdy se právní odpovědnost objevuje až ve chvíli, kdy je (nesplněním této povinnosti) porušena právní norma. Právní odpovědnost je pak spojena se vznikem nové (sekundární) povinnosti strpět sankci stanovenou právními normami v rámci odpovědnostního právního vztahu, a to v důsledku zaviněného porušení povinnosti původní.
Základem právní odpovědnosti je tedy právní delikt, kterým se rozumí (zpravidla zaviněné) protiprávní jednání, tedy jednání osoby spočívající v porušení nebo nesplnění povinností stanovených zákonem nebo uložených na jeho základě.
K porušení právní normy může dojít buď komisivním jednáním (jedinec se choval, jak neměl) nebo omisivním jednáním (jedinec se nechoval, jak se chovat měl), nicméně může nastat i situace, kdy je právní povinnost porušena komisivně i omisivně zároveň. Z rozhodnutí soudu lze jako příklad takového jednání uvést skutky, jimiž mělo dojít ke zkrácení daně nebo jiné platby jejím nepřiznáním a nezaplacením a na druhé straně skutky, kdy si měl jedinec opatřit příjem podléhající daňové povinnosti. “Zatímco získání příjmu podléhajícího daňové nebo podobné povinnosti spočívá zpravidla v aktivním jednání (konání – delikt komisivní), ke zkrácení a ohrožení daně dochází opomenutím určitého povinného jednání (nekonáním – delikt omisivní).” Právní odpovědnost může být státní mocí uplatňována jen v případech a mezích stanoveným zákonem, a to způsobem, který stanoví zákon.

## Prvky právní odpovědnosti
Prvky právní odpovědnosti jsou subjekt a jeho subjektivní stránka a pak také objekt a objektivní stránka.
Subjektem se rozumí osoba (právnická i fyzická), která porušila právní normu a je tudíž povinna nést následky za své jednání. Povinnost nést následky za své jednání je ovlivněna u fyzických osob jejich způsobilostí (dovršení 15 let, duševní stav v době porušení normy, apod.).
Subjektivní stránka pak vyjadřuje psychický vztah subjektu k protiprávnímu jednání a jeho následkům. Je zde zahrnut motiv, pohnutka (podnět jednání) a zavinění (zda – nedbalost a do jaké míry-úmysl si byla osoba vědoma svého protiprávního jednání). Podle těchto faktorů se určují stupně zavinění.

### Úmysl
- Přímý – osoba ví, že porušuje právní normu a dopouští se protiprávního jednání a může způsobit škodlivý následek a tento následek chce způsobit[8]
- Nepřímý – osoba ví, že porušuje právní normu a dopouští se protiprávního jednání, ale nemá v úmyslu způsobit škodlivý následek (ale o možnosti, že tento následek může nastat, ví)[8]

### Nedbalost
- Vědomá – osoba ví, že porušuje právní normu a dopouští se protiprávního jednání a spoléhá se, že se ke škodlivému následku nedojde[10]
- Nevědomá – osoba neví, že porušuje právní normu a dopouští se protiprávního jednání, ale vědět měla a mohla[11]

Objektem se rozumí hodnota nebo zájem, které jsou chráněny právní normou (život, veřejný pořádek, aj.)
Objektivní stránka zahrnuje protiprávní jednání (delikt), škodlivý následek a příčinnou souvislost (vztah) mezi jednáním a následkem.

## Funkce právní odpovědnosti
Právní odpovědnost je důležitá zejména díky svým funkcím. Slouží především pro určení druhu sankce, potažmo i rozsahu sankce, jež má následovat po porušení právní povinnosti. Funkce sankce se však projevují u každé konkrétní sankce s rozdílnou intenzitou. Například v případě práva trestního dominuje funkce represivní, oproti tomu v oblasti práva občanského je to pak funkce reparační.
- Funkce reparační (kompenzační) – kompenzace újmy, ke které došlo porušením právní normy[15]
- Funkce satisfakční – řazena do reparačních; cílem je dosáhnout odpovídajícího vyvážení a zmírnění újmy, jenž je především nemajetkového charakteru[16] (satisfakce pro toho, komu byla způsobena újma-využíváno zejména v oblasti práva na ochranu osobnosti)[17]
- Funkce represivní – cílem je sankciovat/trestat protiprávní jednání[18]
- Funkce preventivní – tím, že právní odpovědnost existuje, se předchází protiprávnímu chování (lidé se chovají tak, aby nebyli právně odpovědní a nebyli sankciováni)[18]

## Druhy právní odpovědnosti
V rámci právní odpovědnosti se obvykle rozlišují dva druhy této odpovědnosti – subjektivní či objektivní právní odpovědnost. Vždy však záleží na tom, zda normotvůrce předpokládá odpovědnost za zavinění či nikoli. Obecně je v právu běžnější subjektivní odpovědnost. Objektivní odpovědnost představuje spíše výjimku a nejčastěji se s ní můžeme setkat v případech, kdy je odstranění následků natolik společensky vyžadováno, že se nevyžaduje přítomnost zavinění.

### Subjektivní právní odpovědnost
O subjektivní právní odpovědnosti se uvažuje v případě zaviněného porušení právní odpovědnosti. Klíčovým pojmem je v této odpovědnosti zavinění. Se subjektivní odpovědností je často spojován pojem exkulpace, který se česky překládá jako vyvinění. Rozumíme jím možnost prokázat, že subjekt nezavinil vznik újmy i přesto, že jsou splněny všechny předpoklady odpovědnosti. Nejvyšší správní soud jako subjektivní odpovědnost považuje například soukromoprávní odpovědnost za škodu, kde se ten, kdo škodu způsobil porušením povinnosti může vyvinit (exkulpovat), pokud prokáže, že nešlo o jednání zaviněné, přičemž v takovém případě je důkazní břemeno na straně škůdce.

### Objektivní právní odpovědnost
Objektivní právní odpovědnost spočívá v odpovědnosti za protiprávní stav či událost. V tomto případě tak nejde o odpovědnosti za protiprávní jednání, ale za škodlivý následek. Tento druh odpovědnosti se vyznačuje tím, že právo ve vybraných případech umožňuje liberaci, tedy možnost se objektivní odpovědnosti zprostit, přestože jsou dané předpoklady splněny. Pokud tato možnost není právem vyhrazena, hovoříme o absolutní objektivní odpovědnosti. Jako příklad objektivní právní odpovědnosti lze považovat odpovědnost za vady, která vzniká nezávisle na zavinění zhotovitele, přičemž příčina vady musí spočívat v něčem jiném, než jsou okolnosti způsobené objednatelem.

## Následky porušení právní povinnosti
V případě porušení právní povinnosti nastávají právní normou předvídané následky. Liší se dle právního odvětví, v němž se daný typ právní odpovědnosti uplatňuje. Následky porušení právní povinnosti lze obecně rozdělit následovně:
- Primární povinnost stále trvá, změnila se však její povaha a lze tak přistoupit například k vymáhání pohledávky.[23]
- Vzniká takzvaná sankční povinnost, neboli sekundární povinnost. Ta vzniká v momentě, kdy již nelze splnit povinnost, přičemž sekundární povinnost má tedy zřetelnou sankční povahu. Například povinnost uhradit dluh (primární) a povinnost zaplatit úroky z prodlení (sekundární).[24]
- Vznikají jiné právní následky.[25]

## Delikty
Pojmem delikt bývají typicky označována protiprávní jednání ve dvou případech, a sice jednání proti právu a jednání, které je obcházením zákona. K obcházení zákona dochází v případě, že dané jednání neporušuje ustanovení právní normy, zároveň je však v rozporu s účely sledovanými danou právní normou či objektivním právem. Delikty se běžně dělí dle odvětví práva, jež daný delikt upravuje. Od toho se také odvíjí samotná povaha konkrétního deliktu i míra, s níž se projevují funkce sankce uložené za tento delikt.
Dle těchto kritérií se rozlišují následovné hlavní typy deliktů:
- Trestný čin – protiprávní čin, jež je trestním zákonem označen za trestný a vykazuje znaky uvedené v takovém zákoně[26]; veřejnoprávní povahy[23]; dělí se na zločiny a přečiny[27]
- Správní delikt – protiprávní jednání, které je vymezeno normami správního práva; sanksionuje jej správní orgán; veřejnoprávní povahy; dělí se na přestupky a jiné správní delikty[24]
- Civilní delikt – porušení norem soukromého práva; soukromoprávní povahy; například způsobení škody úmyslným jednáním proti dobrým mravům[24]
- Disciplinární delikt – porušení interních normativních instrukcí, jež je možné sankcionovat (například kázeňské řády zaměstnavatelů), či delikt osoby, která je ve zvláštním vztahu k určité instituci disponující veřejnou mocí; soukromoprávní povahy[24]